# Station Tangen (Ringerike)
Station Tangen (Noors:Tangen holdeplass) is een halte in Hagabru in de gemeente Ringerike  in  Noorwegen. Het station ligt aan Randsfjordbanen. Het werd geopend in 1946. Hoewel er geen treinen meer stoppen is het officieel nog niet gesloten.